# Sakir Khader
Sakir Khader (Vlaardingen, 25 november 1990) is een Nederlands visueel documentairemaker.
Na een opleiding journalistiek, werkte Khader voor de Volkskrant, van 2014 tot zomer 2017. Vervolgens ging hij werken voor Brandpunt (KRO-NCRV), waar hij verslaggever was met als aandachtsgebieden: vluchtelingen, Syrië, Turkije en de Arabische wereld. Voor De Correspondent maakte hij de mini-documentaire Het kind van de rekening, over Syrische kindvluchtelingen die werken als kostwinner in Gaziantep. Voor NOS op 3 maakte hij samen met Lex Runderkamp de korte documentaire De ogen van Aleppo over jonge mannen uit Aleppo die de oorlog fotografeerden.
In 2015 werd hij genomineerd voor een Tegel, voor reportages voor de Volkskrant over vluchtelingen en mensensmokkelaars in İzmir. Naast de Nederlandse nationaliteit, heeft hij tevens een Palestijns paspoort en spreekt hij vloeiend Arabisch.
Op 13 november 2017 werd Khader opgepakt in Griekenland omdat hij zich op militair terrein bevond, hij werd ingesloten in een politiecel. De volgende dag werd hij tot vijf maanden cel veroordeeld door een Griekse rechtbank, en op voorwaarden vrijgelaten. Hij mocht Griekenland verlaten.
In 2017 werd hij genomineerd voor De Tegel voor De Vlucht terug, een documentaire voor Brandpuntplus over Syrische vluchtelingen die zich illegaal laten terug-smokkelen naar hun vaderland.
Nadat hij als verslaggever en onderzoeksjournalist werkte voor onder meer de Volkskrant, Brandpunt en NOS op 3, ging hij vooral werken als documentair fotograaf en filmmaker. In 2022 bracht hij zijn eerste fotoboek uit over de levens van jonge Syrische rebellen.
Sakir Khader won de Zilveren Camera in 2023, de belangrijkste Nederlandse prijs voor fotojournalistiek. Hij maakte een fotoserie over het leven in Jenin, een tot stad uitgegroeid vluchtelingenkamp op de bezette Westelijke Jordaanoever. De jury vindt zijn werk "opvallen door de fotografische kwaliteit en emotionele impact".
Op 7 april 2024 was Sakir Khader te gast bij Achter de Frontlinie en ging in gesprek met journalist Bram Vermeulen.
Op zondag 4 augustus 2024 werd Khader geïnterviewd door Joris Luyendijk tijdens het 37ste seizoen van het VPRO-programma Zomergasten.
Sakir Khader is sinds 2024 aangesloten bij Magnum Photos Agency als de eerste fotograaf met Palestijnse roots.
- Gemeinsame Normdatei: 1269707973
- Virtual International Authority File: 5166166535899212880008